# Рея Силвия
Рея Силвия (на латински: Rhea Silvia, Ilia), също и като Илия, в римската митология е майка на митичните основатели на Рим – Ромул и Рем.
Според една от версиите, доближаваща основаването на Рим до пребиваването на Еней в Италия, Рея Силвия била негова дъщеря или внучка. Според по-разпространени версии тя била дъщеря на Нумитор, царя на Алба Лонга (оттук и втората част на името ѝ – Рея Силвия – от silvus, „лесовик“ – прозвище или родово име на всички царе на Алба Лонга), пратен в изгнание от окупиралия властта негов брат Амулий.
Амулий, за да няма Рея Силвия деца, я направил весталка. Рея Силвия обаче родила двама близнаци от влюбения в нея Марс (има и версия, че от Амулий в образа на Марс).
Тя била наказана за нарушението на обета за безбрачие, който дават весталките. След раждането на Ромул и Рем, Амулий заповядал да бъде закопана в земята. Според други версии била заключена в тъмница или хвърлена в река Тибър, където била спасена от Тиберин, бога на реката и после станала негова съпруга.